# أنيتا ساندرز
أنيتا ساندرز (بالسويدية: Anita Sanders)‏ هي عارضة وممثلة سويدية، ولدت في 3 أبريل 1942 في السويد.

## وصلات خارجية
- أنيتا ساندرز على موقع IMDb (الإنجليزية)
- أنيتا ساندرز على موقع قاعدة بيانات الأفلام السويدية (السويدية)
- أنيتا ساندرز على موقع قاعدة بيانات الفيلم (الإنجليزية)